# Pablo Peinado
Pablo Peinado Céspedes (Miguelturra, Ciudad Real, 1961) es un comisario de exposiciones, gestor cultural y artista español. Desde 1965 vive y trabaja en Madrid.

## Biografía
Licenciado en Bellas Artes por la Universidad Complutense, es uno de los pioneros del comisariado de arte LGTB y de la promoción y visibilización de la cultura LGTB en España, labor que desarrolla desde los años noventa hasta ahora.
Desde 1997 y hasta 2004, formó parte del equipo fundador de Zero, la primera revista gay española de estilos de vida, siendo su primer redactor jefe y luego el responsable de la sección de cultura. Antes había colaborado como redactor en la revista del Colectivo de Lesbianas, Gays, Transexuales y Bisexuales de Madrid (COGAM) Entiendes o en Hasta en las mejores familias, el primer programa gay de una televisión en España. En 1996 también había creado las secciones de arte y escena de la revista Shangay Express.
En 2002 comisaría Gay ways of life en PHotoEspaña, para la Fundación Pi i Margall, la primera exposición española que se atrevía a incluir esta palabra en su título. Se trata de una colectiva de fotografía con algunos de los principales fotógrafos gays y lesbianas del momento como Roberto González Fernández, Álvaro Villarrubia, David Trullo, Cabello & Carceller, Pablo Pérez-Mínguez, Paco y Manolo, Carmela García o Joan Morey.
En 2005 crea y dirige el Festival Internacional de cultura LGTB VISIBLE (festivalgayvisible.com), uno de los mayores festivales de cultura gay del mundo. En su edición de 2011 programó cerca de setenta convocatorias culturales, repartidas a lo largo de casi mes y medio de programación, incluyendo apartados de artes plásticas, teatro, cine, conferencias, mesas redondas y un curso universitario. También en 2007 creó el Festival A Coruña Visible y en 2011, también en La Coruña, la muestra de cine Visible Cinema. 
En su primera edición creó la exposición Cosas de casados, una colectiva sobre la legalización del matrimonio gay en España, que con el paso del tiempo se ha convertido en una colección estable de arte contemporáneo, con el nombre de Colección Visible de arte LGTB, que hoy día reúne alrededor de mil obras de creadores de treinta países (entre muchos otros incluye obras de David Hockney, Tom of Finland, Nazario, Javier Arteta, David Trullo, Guillermo Pérez-Villalta, Daniel Garbade o Rodrigo) y que día a día va creciendo con nuevas donaciones. A esta colección hay que sumar un importante archivo de documentos, libros, publicaciones, folletos, flyers o carteles desde los años 70 hasta la actualidad. El objetivo final de esta colección es crear un Museo o Centro Cultural LGTB especializado en este tipo de cultura.
En 2008 y 2009 una selección de noventa obras de la colección desarrolló una itinerancia en América, de la mano de AECID (Ministerio de Asuntos Exteriores) siendo la primera vez que una exposición/colección de arte gay y lésbico llevaba a cabo una itinerancia internacional, teniendo en cuenta además que se hizo con el apoyo y el patrocinio del Estado español. La exposición, con el título de Colección Visible: Historia de amor, visitó Sao Paulo (Brasil), Miami (USA), Centro de Formación de la Cooperación Española en La Antigua (Guatemala), México DF (México), Lima (Perú), Asunción (Paraguay), Córdoba y Buenos Aires (Argentina) y Montevideo (Uruguay).
Ha impulsado la reedición de dos libros clave de la cultura gay española: el cómic de Rodrigo Manuel, reeditado por Sins Entido como Manuel no está sólo y el texto teatral Contradanza, de Francisco Ors, reeditado por la editorial Egales. Bajo su impulso, con la dirección de Alberto Mira, se desarrolló el primer curso de temática gay en los Cursos de Verano de la Universidad Complutense en El Escorial, con el título de Culturas homosexuales en España. 
En el marco del Festival desde 2007 convoca el Certamen Internacional Leopoldo Alas Mínguez (también llamado de forma abreviada LAM) para textos teatrales LGTB, en colaboración con la Fundación Autor/SGAE, que ya va por su quinta edición y que ha publicado hasta ahora los cuatro primeros títulos ganadores, escritos por Mariano Moro, Carmen Losa, Nacho de Diego y Alberto Conejero.
En el apartado de publicaciones en 2004 participa en el libro colectivo de relatos de ficción Tu piel en mi boca, de la editorial Egales y en 2006 en el ensayo colectivo, editado por Egales y coordinado por Juan A. Herrero Brasas, Primera plana: La construcción de una cultura queer en España o en el también colectivo, publicado en 2007, Análisis de espectáculos teatrales, 2000-2006, una edición de José Romera Castillo, para la editorial Visor. Tiene publicados también textos de presentación para diversos libros y catálogos, entre otros una edición del Centro Dramático Nacional.
En los últimos años ha comisariado exposiciones como Transretratos (Círculo de Bellas Artes, 2007); La VIH en rose (Círculo de Bellas Artes, 2008), Colección Visible: Historias de amor (MAC Ibirapuera, Sao Paulo -Brasil- 2008/2009 y ocho ciudades más de América Latina y USA); Top Art Manta (La Noche en Blanco, Madrid, 2009); Erase una vez dos mamás (muestra itinerante, 2009/10/11); Una historia verdadera (Fundación FIART -Madrid- 2010 e Instituto Cervantes (Palermo -Italia- 2011) y Camisetas contra el VIH (HOPE), Madrid 2011. Su última exposición ha sido Marcela e Elisa (NORMAL Espazo de Intervención Cultural de la UDC A Coruña, 2011/12) sobre dos mujeres que se casaron en una Iglesia de La Coruña en 1901 al hacerse una de ellas pasar por un hombre. También ha desarrollado varios proyectos de arte público como El Paseo de la Solidaridad, Mi ciudad es mi casa, Familias y más o It´s raining families.
En diciembre de 2005 contrajo matrimonio. El año anterior había aparecido con su futuro marido en la portada de El País Semanal en 2004 (era la primera vez que una pareja homosexual ocupaba la portada de este suplemento semanal del diario El País) reivindicando el derecho al matrimonio homosexual. Fue una de las primeras parejas que contrajo matrimonio en España tras la aprobación, ese  mismo año, de la ley que legalizaba el matrimonio entre personas del mismo sexo.
Como artista ha participado en alrededor de cuarenta muestras, tanto individuales o colectivas. Mientras que como comisario o curador ha creado y organizado hasta la fecha cerca de treinta y cinco exposiciones. Como poeta, fue seleccionado en la antología Correspondencias. Una antología de poesía contemporánea LGTB española (Egales, 2017).

## Festivales
- VISIBLE. Creador y director desde 2005 de este Festival Internacional de cultura LGBT.[3]
- A Coruña Visible, 2007.[4]

## Libros
- Manuel no está sólo, Editorial Sins Entido.
- Contradanza,[5] obra teatral de Francisco Ors, Editorial Egales
- Tu piel en mi boca,[6] Editorial Egales
- Primera plana: La construcción de una cultura queer en España,[7] ensayo colectivo, editado por Egales y coordinado por Juan A. Herrero Brasas, 2006
- Análisis de espectáculos teatrales, 2000-2006,[8] colectivo edición de José Romera Castillo, para editorial Visor,[9] 2007
- Pablo Peinado, David Trullo: Una verdadera historia, Colección libre, 2016, ISBN 978-84-16491-56-8[10]

## Revistas
- Zero, 1997 – 2004
- Entiendes, revista de COGAM, 1996
- Shangay Express, 1996

## Televisión
- Hasta en las mejores familias

## Principales exposiciones
- Marcela e Elisa (Normal, Espazo de Intervención Cultural de la UDC) La Coruña 2011/2012
- Camisetas contra el VIH (HOPE) Madrid 2011
- Una historia verdadera 2011 (junto a David Trullo) Madrid 2010 y Palermo 2011
- It´s raining families. Oporto 2010 y Madrid 2011
- Top Art Manta (La noche en blanco) Madrid 2009
- Historias de amor (Colección Visible), Sao Paulo, 2008 y Miami, México DF, La Antigua (Guatemala), Lima, Córdoba y Buenos Aires, Montevideo y Asunción 2009
- La VIH en rose (Círculo de Bellas Artes, 2008)
- Transretratos (Círculo de Bellas Artes) Madrid 2007)
- Familias y más. (Sala de Caixa Galicia) La Coruña 2007
- El Paseo de la Solidaridad. Rivas-Vaciamadrid, Coslada y San Fernando de Henares 2005, 2006 y 2007
- Cosas de casados (Círculo de Bellas Artes) Madrid 2005
- Gay ways of life (para PHotoespaña (Fundación Pi i Margall) Madrid 2002